# Dream Catcher (groupe)
Pour les articles homonymes, voir Dreamcatcher.
Dream Catcher est un groupe luxembourgeois de pop.

## Histoire
Dans les années 1990, le groupe T42 connaît un grand succès au Luxembourg. Deux membres, John Rech et Eric Falchero, forment le groupe Dream Catcher en 1997 avec d'autres musiciens. L'année suivante, son premier EP Happy in My Tree House sort. En 2003, Dream Catcher et Deng Hand enregistrent la chanson titre du générique de RTL Télé Lëtzebuerg. La chanson a été un succès radiophonique. Deux ans plus tard, l'EP 3 sort avec le single Verluer.
Le premier album du groupe, Sunny Days, sort en 2006. Le premier single homonyme connait un succès dans les charts aériens. En 2009, Dream Catcher collabore pour la première fois avec le dessinateur luxembourgeois Andy Genen et sort ensemble un sonic comic. Il se compose d'une bande dessinée d'Andy Genen et d'un CD avec des chansons de Dream Catcher. Au total, quatre volumes ont été publiés : When We Were Young (2009), Irish Nights (2010), Music, Films and Dreams (2015) et Postcards from Luxembourg (2018). Ils sont publiés en luxembourgeois et en anglais.
Le single Nanana sort en 2013 et l'album Vagabonds en 2017. En 2017, le groupe reçoit le prix Export Artists of the Year décerné par Music:LX dans la catégorie « rock/pop/electro ».
L'album Under a Blood Red Ground sort en 2023. Il s'agit d'un enregistrement live d'une série de trois concerts, que le groupe a donnés en 2018 dans les mines de Rëmeleng, au Musée national des mines. En juillet 2023, Dream Catcher devient l'une des deux premières parties des deux concerts du chanteur britannique Robbie Williams au Kirchberg, avec à chaque fois plus de 10 000 spectateurs,. Le groupe se produit dans de nombreux festivals luxembourgeois depuis sa création, dont au Food for Your Senses (2011, 2012), Rock-A-Field (2014), Rock the South (2015), Rock um Knuedler (2018) et Rock un der Atert (2019).

## Discographie

### Albums studio
- 2006 : Sunny Days
- 2013 : Irish Nights
- 2017 : Vagabonds
- 2023 : Live - Under a Blood Red Ground (album live)

### EP
- 1998 : Happy in My Tree House
- 2005 : 3
- 2011 : Dem Junior seng Aventuren

### Singles
- 1998 : Happy in My Tree House
- 2003 : Deng Hand
- 2005 : Verluer
- 2006 : Sunny Days
- 2010 : Barbara Fades Away
- 2013 : Nanana